# Área de Conservação da Paisagem da Floresta de Carvalhos de Rakvere
A Área de Conservação da Paisagem da Floresta de Carvalhos de Rakvere é um parque natural localizado no condado de Lääne-Viru, na Estónia.
A área do parque natural é de 25 hectares.
A área protegida foi fundada em 1939 para proteger a floresta de carvalhos de Rakvere. Em 1999, a área protegida foi designada como área de conservação paisagística.